# Cercle (Frans bestuur)

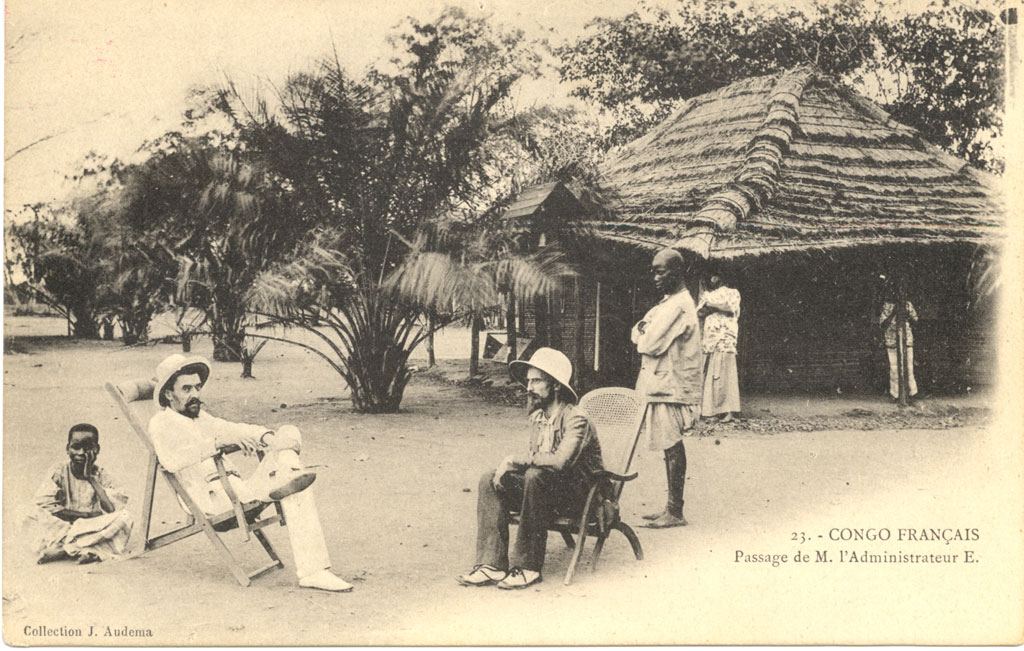
Een Frans koloniaal bestuurder op zijn ronde in Frans-Congo, rond 1905

De Cercle was het laagste niveau van het Franse koloniale bestuur dat werd voorgezeten door een Europeaan (de commandant de cercle). Een cercle bestond uit kantons, die ieder een aantal plaatsen omvatten. De cercle bestonden in de Franse Afrikaanse koloniën tussen 1895 en 1946.
De commandant de cercle stond onder een districtscommandant en het koloniale bestuur boven het districtsniveau. Onder de commandant de cercle stonden de inheemse Chefs de canton en de Chefs du Village, die door de Fransen waren aangewezen.
In de loop naar de onafhankelijkheid werden de cercles omgevormd tot bestuurlijke eenheden die meer leken op de Franse departementen. De bevoegdheden van de commandant de cercle werden daarbij ingeperkt. Na de onafhankelijkheid kregen de cercles andere benamingen, behalve in Mali, waar de cercles nog bestaan.